# Siculo-arabe
 (avril 2023).
Si vous disposez d'ouvrages ou d'articles de référence ou si vous connaissez des sites web de qualité traitant du thème abordé ici, merci de compléter l'article en donnant les références utiles à sa vérifiabilité et en les liant à la section « Notes et références ».
Le siculo-arabe est un ensemble de parlers dialectaux de l'arabe, qui se sont formés à la suite de la conquête berbéro-arabe de la Sicile et de l'archipel maltais. Ces parlers étaient plus ou moins homogènes et mutuellement intelligibles.

## Composition
- Arabe sicilien (ou siquili) est aujourd'hui une langue morte. Lors de la conquête de la Sicile par les Normands, les musulmans, ses principaux locuteurs, sont restés sur place. Ils ne furent expulsés qu'entre 1240 et 1250, par Frédéric II du Saint-Empire[a],[1]. Très rapidement le sicilien reprend le pas sur le siqili, jusqu'à le faire disparaitre. Mais on retrouve sa trace sous la forme d'un fort enrichissement du vocabulaire sicilien.

- Arabe maltais. À la différence de la Sicile, l'archipel maltais est resté à l'écart de la romanisation, et la présence arabe durant quatre siècles[1] a permis de poser les bases de la langue maltaise. L'arabe maltais s'est transformé, à l'écart des autres dialectes arabes, et il a pris 60 % de son vocabulaire du sicilien et de l'italien. Le maltais reste aujourd'hui la seule langue vivante représentative de la famille des dialectes siculo-arabes.

## Quelques mots siculo-arabes
| Siculo-arabe | Français |
| ------------ | --- |
| Babbaluciu   | Escargot (arabe maghrébin : babbush)                                                                        |
| Caponata     | Caponata |
| Cassata      | Gâteau |
| Gebbia       | Citerne(arabe tunisien: gébia)                                                                              |
| Giuggiulena  | Graine de sésame (arabe tunisien : jeljlen)                                                                 |
| Saia         | Canal (arabe tunisien: saqya)                                                                               |
| Tanura       | Four (arabe: tennour)                                                                                       |
| Zaffarana    | Safran (arabe tunisien: zaâfran)                                                                            |
| Zagara       | Fleur (arabe: zahra)                                                                                        |
| Zibbibbu     | Raisins secs (arabe tunisien: Zbib)                                                                         |
| Zuccu        | Tronc |
| Bizeffe      | Beaucoup (arabe algérien : bi-z-zâf : avec exagération, c'est-à-dire : beaucoup; l'arabe tunisien: barcha)) |

- Dijina "religion"
- Itriyya "vermicelles" donnera le mot sicilien tria, "macaroni".
- Khaddam "laquais, domestique, valet".(arabe tunisien : khaddem : travailleur, ouvrier)
- M'dina "la ville" (arabe tunisien : m'dina : la ville arabe)
- Qabâ'  "tunique" donnera le mot sicilien cabbanu, "vareuse".
- Zabad  "mousse d'eau ou d'un autre liquide" (mot arabe)

De ce dialecte sont nés en sicilien des mots qu'on ne peut comprendre que par le biais de l'arabe. En voici quelques exemples :
- Gaddemi "celui qui administre le bois à la chaudière pour cuire le ricotta" terme méprisant qui vient du siculo-arabe khaddam, "laquais, domestique, valet", proche de l'arabe libyen khadem, servante ou l'arabe égyptien khadam, servir.
- Santudina ! Interjection typiquement sicilienne, se traduit par « Sainte religion ! », le terme qui nous intéresse dans ce mot est le -dina ou -dena, il semble venir d'un terme siculo-arabe dina dérivé de l'arabe dinn : religion.
- Zabbina (le « z » se prononçant « ds », écrit autrefois zabina) « polenta », peut-être dérivé du mot sicilien zabbatina , « mousse que l'on obtient en faisant bouillir la ricotta » qui lui-même vient du siculo-arabe zabad, « mousse d'eau ou d'un autre liquide » ou de jban, « fromage » (jubn en arabe classique). Est-il à rapprocher du verbe jiabanna, "cailler, coaguler" mentionné par Dozy[2] ou du terme halib muggiaban, "lait (caillé sans feu) ? Après tout, ne trouvons nous pas en arabe libyen jébna, "lait caillé", et en égyptien, gibna, « fromage » ?[style à revoir]

## Quelques toponymes siculo-arabes
- Alcamo qui vient de Manzil alqama -  "Station des Melons toxiques"? ou "Station des Fleurs de lotus"
- Calatafimi qui vient de Kalt-al-Fimi, "Château d'Eufème"
- Marsala, qui vient de Marsa Allah -  "Le Port d'Allâh" (Le Port de Dieu).
- Regaleali qui vient de Rahal Ali -  "La Ferme d'Ali".